# Teos (by)
 Denne artikel omhandler den antikke by Teos. Opslagsordet har også en anden betydning, se Teos.
Teos (græsk: Τέως) eller Teo var en antik græsk by, der lå på kysten af Ionien i Anatolien. Byen var beliggende på en halvø mellem Kytriom og Myonnesos, cirka 40 kilometer sydvest for den nuværende tyrkiske by Izmir.
Ifølge græsk mytologi blev byen grundlagt af minyere, en urgræsk stamme fra Orkomenos i Boiotien på det græske fastland. Teos var en af de tolv byer, som udgjorde Det Ioniske Forbund. Ruinerne af byen er i dag lokaliseret i nærheden af den tyrkiske by Seferihisar i provinsen İzmir.
| Historie | Spire Denne historieartikel er en spire som bør udbygges. Du er velkommen til at hjælpe Wikipedia ved at udvide den. |

38°10′38″N 26°47′06″Ø / 38.1772°N 26.785°Ø